# Hiroko Kuniya
Hiroko Kuniya (国谷 裕子 Kuniya Hiroko?) (nacido el 3 de febrero de 1957) es un presentador de noticias y periodista japonesa. Kuniya nació en la prefectura de Osaka y se graduó de la Escuela Internacional del Sagrado Corazón en 1975 y luego la Universidad de Brown con especialización en relaciones internacionales y economía internacional. En 1981, comenzó a trabajar como locutor y escritor de las transmisiones en idioma inglés de Noticiero de las Siete de NHK. A partir de 1986, se desempeñó como investigador en los Estados Unidos por la NHK Special. Asignaciones finales incluyen programas de noticias red terrestre y satélites, incluyendo Asia Now (1990), que fue recogido en los Estados Unidos por el Servicio Público de Radiodifusión.

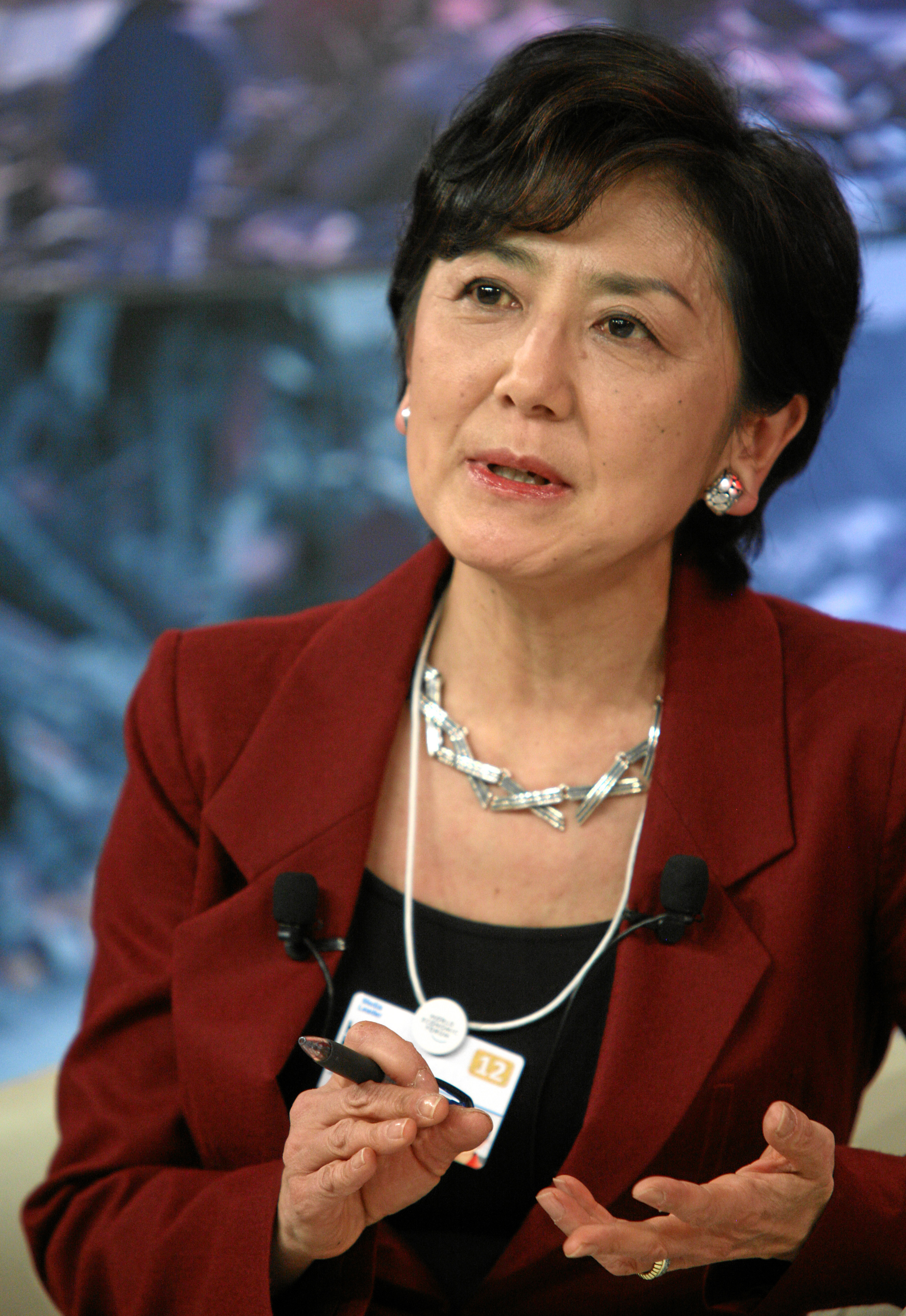
Hiroko Kuniya en la Reunión Anual 2012 del Foro Económico Mundial en el centro de congresos de Davos, Suiza, enero de 2012.

Desde su creación en 1993, Kuniya ha acogido Close-up Gendai, que NHK transmite cuatro días la semana en horario de la red de televisión general con base en tierra, satélite, y ambos sistemas NHK World y NHK World Premium. 